# Oxyethira roberti
Oxyethira roberti is een schietmot uit de familie Hydroptilidae. De soort komt voor in het Nearctisch gebied.